# Вестиена
Ве́стиена (латыш. Vestiena) — населённый пункт в Мадонском крае Латвии. Административный центр Вестиенской волости. Находится на региональной автодороги P81 (Берзауне — Вестиена — Эргли). Расстояние до города Мадона составляет около 25 км. Вблизи Вестиены расположены озёра Илзиньш, Салас и Кала.
По данным на 2017 год, в населённом пункте проживало 320 человек. Есть волостная администрация, начальная школа, детский сад, общественный центр, библиотека, эстрада под открытым небом, почтовое отделение, фельдшерский пункт, лютеранская церковь, заправочная станция, несколько магазинов и предприятий.
Сохранившаяся застройка поместья Вестиена (XVIII—XIX века) является памятником архитектуры государственного значения.

## Население
| Год  | Жителей |
| ---- | ------- |
| 1989 | 383     |
| 2000 | 408     |
| 2007 | 380     |
| 2017 | 320     |

## История
Ранее село являлось центром поместья Вестиена (Фестен).
В советское время населённый пункт был центром Вестиенского сельсовета Мадонского района. В селе располагалась центральная усадьба совхоза «Вестиена».